# Juno (film)
Juno är en amerikansk film från 2007, regisserad av Jason Reitman.

## Handling
Juno (Elliot Page) är en 16-årig tjej som blir gravid efter att ha haft sex med sin bästa kompis Paulie Bleeker (Michael Cera). Hon funderar på om hon ska abortera barnet men bestämmer sig för att ge bort det till de perfekta föräldrarna, vilket är lättare sagt än gjort.

## Mottagande
Med en budget på 7,5 miljoner dollar har filmen spelat in mer än 120 miljoner i USA fram till februari 2008. Kritiken var till stor del positiv, bland annat skriver DN:s recensent Helena Lindblad:
| ” | Men framför allt är den ohyggligt underhållande varje minut, genomtänkt estetiskt och underfundigt rollbesatt från första till sista rutan. Ellen Page levererar Junos sarkasmer utan att komma fel en sekund och sekunderas fint av den smalbenta Michael Ceras blygare framtoning. | „ |

## Rollista
- Elliot Page[1] som Juno MacGuff
- Michael Cera som Paulie Bleeker
- Jennifer Garner som Vanessa Loring
- Jason Bateman som Mark Loring
- Allison Janney som Bren MacGuff
- J.K. Simmons som Mac MacGuff
- Olivia Thirlby som Leah

## Filmpriser
- Oscarsgalan 2008[4]
  - Bästa originalmanus - Diablo Cody[5]

- BAFTA Award[6]
  - Bästa originalmanus

- Critic's Choice Awards[7]
  - Bästa författare - Diablo Cody
  - Bästa komedi

- National Board of Review[8]
  - Bästa genombrottsframförandet - Kvinna (Elliot Page[1])
  - Bästa originalmanus (Diablo Cody)

- Satellite Awards[9]
  - Best kvinnliga skådespelare - Musikal eller komedi (Elliot Page[1])
  - Bästa film - Musikal eller komedi

- Rome Film Feast[10][11]
  - BästafFilm

- Writers Guild of America Awards[12]
  - Bästa originalmanus (Diablo Cody)

- Independent Spirit Awards 2007[13]
  - "Best Feature"
  - Best kvinnliga huvudroll - Elliot Page[1]
  - "Best First Screenplay" - Diablo Cody

- Stockholms filmfestival 2007
  - Audience Award